# بيل سميث (لاعب بوكر)
بيل سميث (بالإنجليزية: Bill Smith)‏ هو لاعب بوكر أمريكي، ولد في 14 مارس 1934 في روزويل في الولايات المتحدة، وتوفي في 1997 في لاس فيغاس في الولايات المتحدة.